# 마에노 다카노리
마에노 다카노리(일본어: 前野 貴徳, 1988년 4월 14일 ~ )는 일본의 축구 선수이다.

## 구단 경력
그는 2011년부터 2024년까지 J리그의 에히메 FC, 가시마 앤틀러스, 알비렉스 니가타에서 활동하였다.